# Пітайо білобровий
Пітайо білобровий (Ochthoeca leucophrys) — вид горобцеподібних птахів родини тиранових (Tyrannidae). Мешкає в Андах.

## Підвиди
Виділяють шість підвидів:

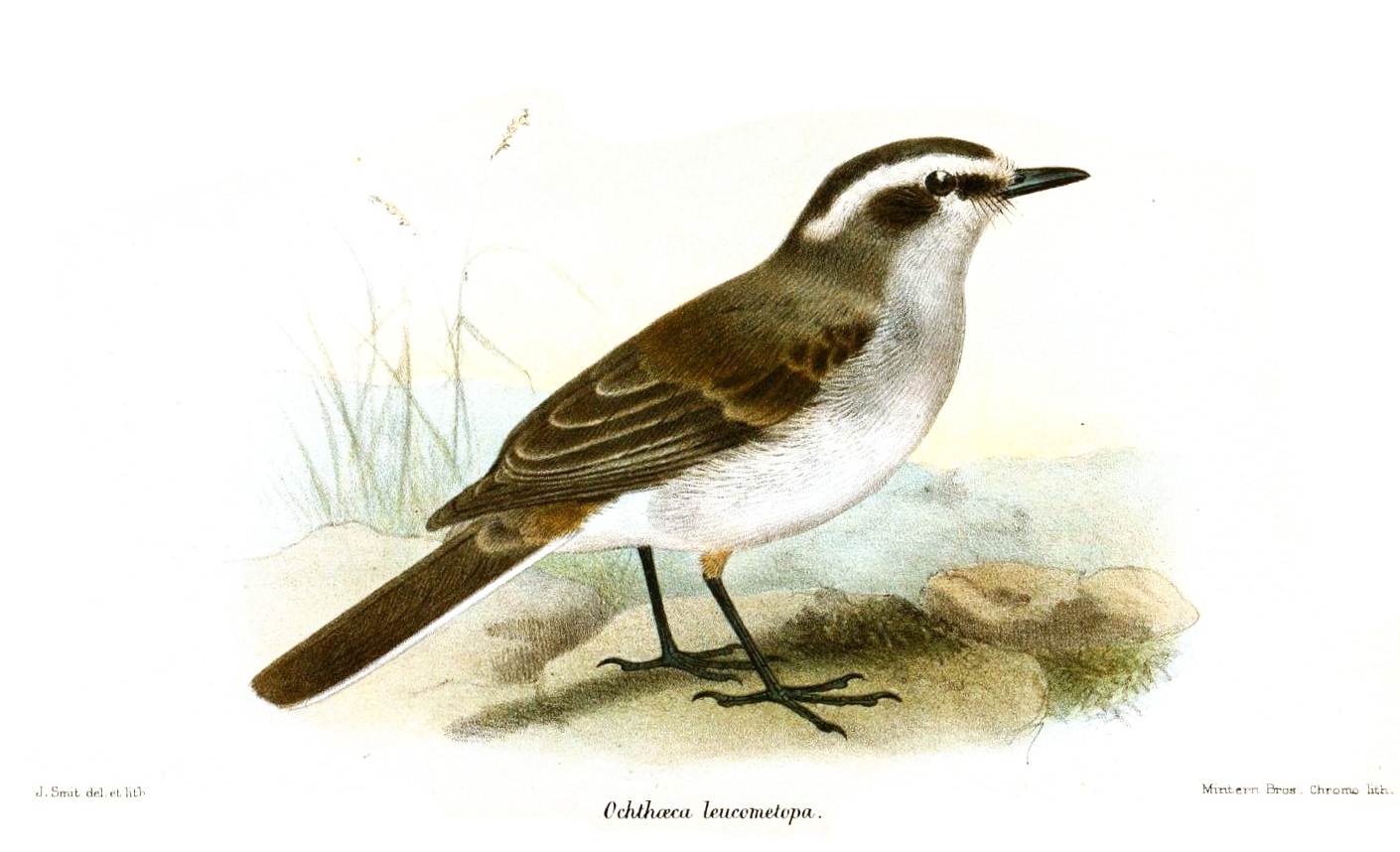
Білобровий пітайо

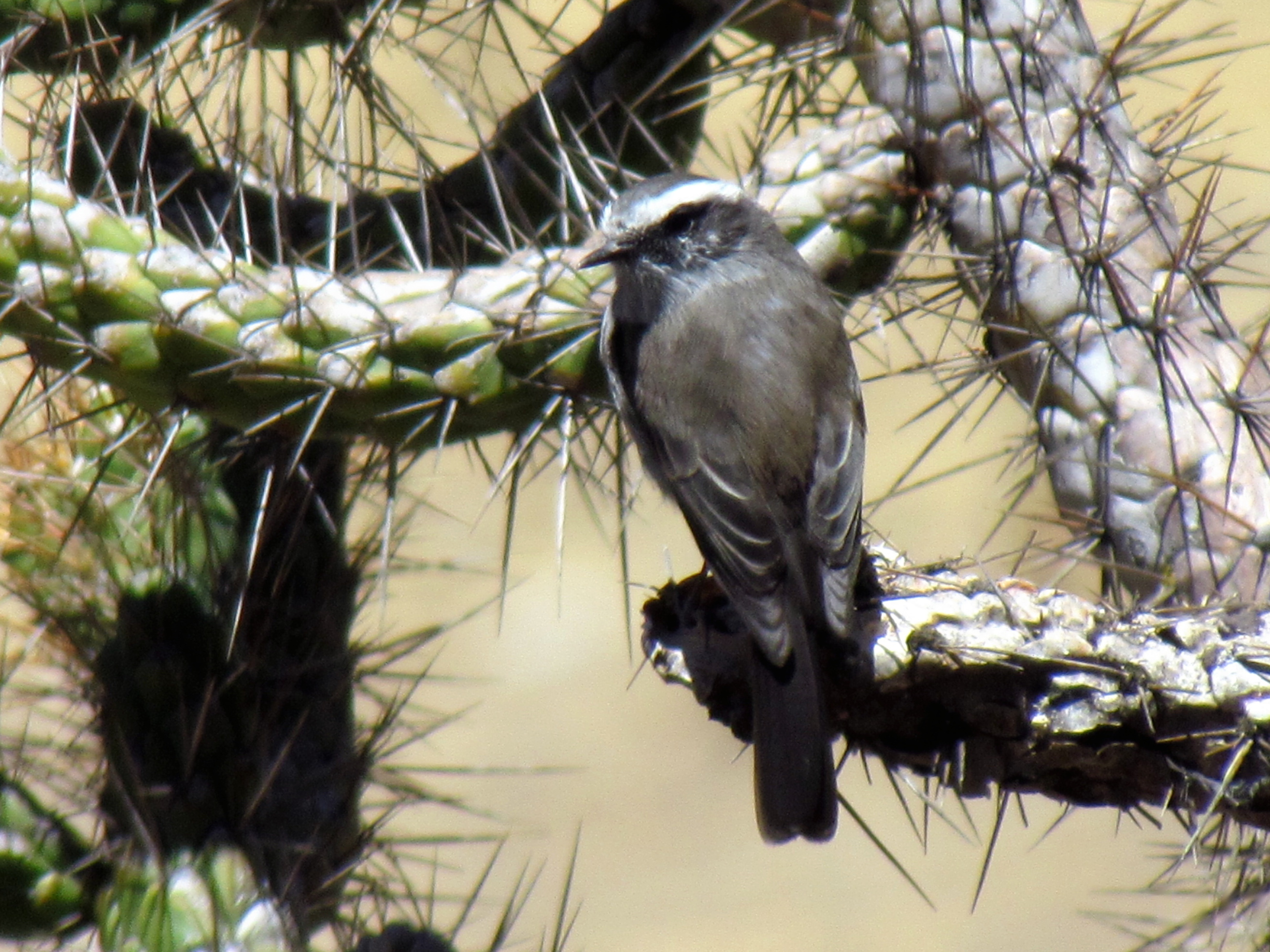
Білобровий пітайо (Аурахуа, Кастровірейна, Уанкавеліка, Перу)

- O. l. dissors Zimmer, JT, 1940 — північне Перу і південний Еквадор;
- O. l. interior Zimmer, JT, 1940 — центральне Перу;
- O. l. urubambae Zimmer, JT, 1937 — південне Перу;
- O. l. leucometopa Sclater, PL & Salvin, 1877 — західне Перу і північний захід Чилі;
- O. l. leucophrys (d'Orbigny & Lafresnaye, 1837) — західна Болівія;
- O. l. tucumana Berlepsch, 1906 — північно-західна Аргентина.

## Поширення і екологія
Білоброві пітайо мешкають в Еквадорі, Перу, Болівії, Чилі і Аргентині. Вони живуть у вологих гірських тропічних лісах Анд, у високогірних чагарникових заростях та на гірських луках. Зустрічаються на висоті від 2000 до 3700 м над рівнем моря.